# リカルド・ガルシア
リカルド・ベルムデス・ガルシア（Ricardo Bermudez Garcia, 1975年11月19日 - ）は、ブラジルの男子バレーボール選手。サンパウロ出身。ポジションはセッター。元ブラジル代表。

## 来歴
1997年、ブラジル代表のセッターに選出。2000年代のブラジルの高速バレーを展開するサウスポーの司令塔として活躍し、2004年ワールドリーグでベストセッター賞を受賞、2004年アテネオリンピックでは金メダル獲得に貢献するとともに、自身もベストセッター賞を受賞した。
他の国際大会においてもブラジルの優勝に大きく貢献し、2005年ワールドグランドチャンピオンズカップでベストセッター賞を受賞。キャプテンとしてチームを牽引し、5連覇を達成した2007年ワールドリーグではMVPを獲得した。しかし、そのわずか1週間後、代表監督のベルナルド・レゼンデによって代表セッターを解雇され、北京オリンピックを目前にしても、その後ナショナルチームに戻ることはなかった。2010年、3年ぶりにブラジル代表に復帰した。　
所属クラブでは、2004年にスーパーリーガからイタリア・セリエAのモデナへ移籍。2008年からシスレー・トレヴィーゾに所属した。
2012年8月のロンドンオリンピックでは、2大会連続となる銀メダルを獲得した。
2015年にイタリアのトレイアへ移籍した。

## 球歴
- オリンピック - 2004年（金メダル）、2012年（銀メダル）
- 世界選手権 - 2002年、2006年（金メダル）
- ワールドカップ - 2003年（金メダル）
- ワールドグランドチャンピオンズカップ - 1997年、2005年（優勝）
- ワールドリーグ - 2001年、2003年、2004年、2005年、2006年、2007年（優勝）

## 所属クラブ
- ウルブラ [3]（2002-2003年）
- ミナス・テニス・クルーベ（2003-2004年）
- パッラヴォーロ・モデナ（2004-2008年）
- シスレー・トレヴィーゾ（2008-2010年）
- GRERアラサトゥーバ（2010-2013年）
- VBCEマリンガ（2013-2015年）
- ルーベ・トレイア（2015年）
- VBCEマリンガ（2016-2018年）
- Denk Vôlei（2019-2020年）